# Lluís Pericot i Garcia
Lluís Pericot i Garcia (Girona, 2 de setembre de 1899 - Barcelona, 12 d'octubre del 1978) va ser un arqueòleg i prehistoriador català, vicepresident del CSIC i acadèmic de la Reial Acadèmia de la Història.

## Biografia
Fill de família torroellenca nasqué a Girona on el seu pare, Joan Pericot i Prats (1870-1944), treballava de farmacèutic militar. Era germà del decorador i arquitecte Joan Pericot Garcia. Estudià a l'Institut de Girona en la capital provincial i més tard estudià història a la Universitat de Barcelona essent alumne de Pere Bosch Gimpera. El 1918-1919 va fer a Madrid els cursos de doctorat que el posaren en contacte amb Manuel Gómez-Moreno i tot el grup d'historiadors i arqueòlegs del Centre d'Estudis Històrics (Elías Tormo Monzó, Francisco Javier Sánchez Cantón, Cayetano de Mergelinda y Luna, Juan Cabré, Emilio Camps Cazorla…) A Madrid, també rep els ensenyaments d'Hugo Obermaier, més afí al grup de Bosch, quant a la seva formació germànica i la seva concepció ultrapirenaica de la Història, enfront de l'aferrissat hispanisme de Gómez-Moreno.
El 1925 obtingué el doctorat a Madrid amb la tesi «La civilización megalítica i la cultura pirenaica». Arran d'aquesta publicació accedeix a la Càtedra d'Història Antiga i Mitjana de la Universitat de Santiago de Compostel·la.
En aquesta època col·labora amb Florentino López Cuevillas, el més destacat prehistoriador de Galícia, en aquest moment, excavant el Castro de Troña (Ponteareas, província de Pontevedra). En acabar la seva etapa a Galícia (1925 - 1927), passa a ocupar la Càtedra d'Història Moderna i Contemporània d'Espanya a la Universitat de València, però segueix amb les seves recerques en el camp de la Prehistòria, on va aconseguir un selecte grup de deixebles, col·laborant amb el Servei de Recerca Prehistòrica, i culminà en les excavacions de la Cova del Parpalló a la comarca de la Safor, prop de Gandia, on es van trobar milers de peces lítiques del gravetià, solutrià i magdalenià, i va exhumar més de 5000 mostres de pintura d'aquestes edats. Sobre això publicà la memòria La Cueva de Parpalló (Madrid, 1942) i Parpalló treinta y cinco años después a Pyrenae I 1965, 1-20pp. També dins de la Prehistòria valenciana va excavar jaciments com la Cova de les Mallaetes, el Barranc Blanc o la Cova de la Cuina.

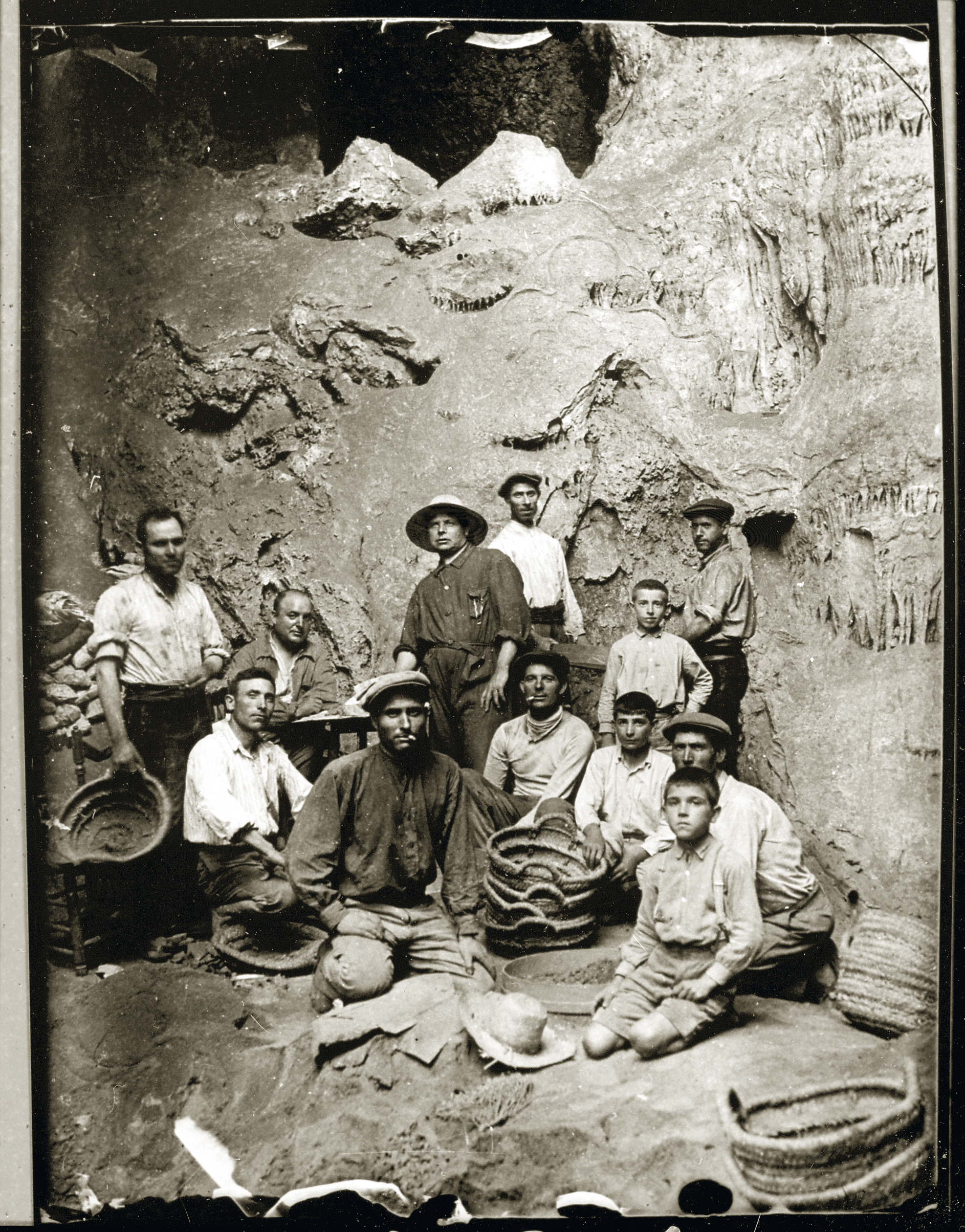
Investigadors del Servei d'Investigació Prehistòrica a la Cova del Parpalló, anys 1930. Pericot està assegut, a la part superior esquerra de la fotografia.

El 1927 quan entra en contacte amb Isidre Ballester i Tormo, fundador del Museu de Prehistòria de València i del Servei d'Investigació Prehistòrica de la Diputació de València, i després de l'Arxiu de Prehistòria Llevantina, zona molt activa des de la troballa de la Dama d'Elx. Les excavacions a la zona llevantina en aquesta època van incloure la Bastida de les Alcusses a Moixent, dins de la cultura ibèrica, o la Cova Negra de Xàtiva. L'exhibició del plom escrit de la Bastida a l'Exposició Internacional de Barcelona (1929), i la seva declaració de Monument Històric-Artístic (1931) van significar una gran projecció internacional. S'especialitzà en el Paleolític superior als Països Catalans.
El 1933 participa en el creuer universitari pel Mediterrani de 1933 que va ser un viatge d'estudis realitzat durant l'estiu de 1933, amb prop de dues-centes persones entre catedràtics, professors universitaris, alumnes de diverses facultats i organitzadors (entre ells professors rellevants i alumnes que posteriorment serien primeres figures de la vida cultural, artística i creadora de la societat espanyola) com Martín Almagro Basch, Juan de Mata Carriazo, Fernando Chueca Goitia, Antonio García y Bellido, Manuel Gómez-Moreno, Enrique Lafuente Ferrari, Julián Marías Aguilera, Gregorio Marañón Moya, Antonio Tovar Llorente,...
El 1933, es trasllada a Barcelona, on fins a la seva jubilació exerceix quatre càtedres amb nomenclatura diferent (etnologia el 1933, Història Moderna i Contemporània d'Espanya el 1934, Història Antiga i Mitjana el 1943 i Prehistòria el 1954). De les seves nombroses publicacions, en Etnologia destaquen els seus treballs sobre els pobles d'Amèrica, publicats el 1928 i el 1945, i Amèrica Indígena de 1935 i 1961. Però també va donar nombroses conferències, va escriure molts articles i llibres, i va traduir obres estrangeres com Viriat d'Adolf Schulten, la Itàlia primitiva de León Homo o la Prehistòria de Hoernes.
El 1948 fou escollit acadèmic de l'Acadèmia de Bones Lletres de Barcelona. El 1954, a la mort de Tomàs Carreras Artau el va succeir com a director de l'Arxiu d'Etnografia i Folklore de Catalunya, fins que aquest es tanca el 1968. Quan Bosch i Gimpera s'exilià per raons polítiques, Pericot esdevingué cap de l'escola d'arqueologia de Barcelona i vicepresident del Consell Superior d'Investigacions Científiques (CSIC) entre altres càrrecs. Va ser enterrat a Begur.
Lluís Pericot ha estat considerat un savi humanista i un prehistoriador amb una gran projecció internacional. Va
ser el lligam entre l'escola d'arqueologia de Barcelona, creada per Pere Bosch Gimpera, i la generació d'arqueòlegs més joves, deixebles seus.

## Obres
Lluís Pericot publicà nombrosos treballs científics i les seves recerques tingueren un gran reconeixement a nivell internacional.
- Pericot García, Luis (1968). Los trabajos de Luis Siret y la cultura de Almería en Crónica del V Congreso Arqueológico del Sudeste Español y del I Congreso Nacional de Arqueología, 2010, ISBN 978-84-606-4340-1, págs. 331-341.
- Pericot García, Luis (1951). Don José Deleito Piñuela: recuerdos de una amistad. Saitabi: revista de la Facultat de Geografia i Història, ISSN 0210-9980, Nº. 8, 35-38, 1951, págs. 231-232.
- Pericot García, Luis (1978). LÁbbé Henri Breuil i els Països Catalans: Records d'un vell mestre (1926-1961). Fonaments: prehistòria i món antic als Països Catalans, ISSN 0210-2366, Nº. 1, 1978, págs. 9-18.
- Pericot García, Luis (1968). Algunos nuevos aspectos de los problemas de la Prehistoria canaria. Anuario de estudios atlánticos, ISSN 0570-4065, Nº. 1, 1955, págs. 579-619.
- Pericot García, Luis (1968). Algunas reflexiones sobre los problemas del Cro-Magnon hispano. Anuario de estudios atlánticos, ISSN 0570-4065, Nº. 15, 1969, págs. 345-350.
- Pericot García, Luis (1968). Solutrense o ateriense en Crónica del IV Congreso Arqueológico del Sudeste Español, 2007, ISBN 978-84-606-4341-8, págs. 121-124
- Pericot García, Luis (2010). Para una sistematización de la Edad de Bronce en Crónica del V Congreso Arqueológico del Sudeste Español y del I Congreso Nacional de Arqueología, 2010, ISBN 978-84-606-4340-1, págs. 184-188
- Pericot García, Luis (2007). Treinta años de excavaciones en Levante en Crónica del IV Congreso Arqueológico del Sudeste Español, 2007, ISBN 978-84-606-4341-8, págs. 47-71.
- Pericot García, Luis (2010). El Paleolítico Superior del Sudeste en Crónica del V Congreso Arqueológico del Sudeste Español y del I Congreso Nacional de Arqueología, 2010, ISBN 978-84-606-4340-1, págs. 57-62.
- Pericot García, Luis (1974). Los arqueólogos catalanes y baleares. Prehistoria y arqueología de las Islas Baleares : VI symposium de prehistoria peninsular, 1974, ISBN 84-600-6483-2, págs. 1-6.
- Pericot García, Luis (1966). Sobre aplicación de los métodos de representación gráfica a nuestro Paleolítico superior en IX Congreso Nacional de Arqueología, 1966, págs. 61-65.
- Pericot García, Luis (1947). Las pinturas rupestres de Tanganica y el arte levantino español. Boletín Arqueológico del Sudeste Español, Nº. 8-11, 1947, págs. 31-34.